# Ixora pyrantha
Ixora pyrantha är en måreväxtart som beskrevs av Cornelis Eliza Bertus Bremekamp. Ixora pyrantha ingår i släktet Ixora och familjen måreväxter. Inga underarter finns listade i Catalogue of Life.